# Kasan
Kasan (russisch Каза́нь; tatarisch Казан) ist die Hauptstadt der Republik Tatarstan in Russland. Mit 1,32 Millionen Einwohnern (Stand 2024) und knapp 2 Millionen im Ballungsraum ist Kasan die fünftgrößte Stadt Russlands und die größte Stadt an der Wolga, sowie im Wolga-Föderationskreis. Sie liegt etwa 720 km Luftlinie östlich von Moskau an der Mündung der Kasanka in die Wolga.
Historisch gesehen war Kasan die Hauptstadt des Khanats von Kasan und wurde im 16. Jahrhundert von Iwan dem Schrecklichen erobert, woraufhin die Stadt Teil des Russischen Zarenreichs wurde. Während des Pugatschow-Aufstands (1773–1775) erobert und weitgehend zerstört, wurde Kasan später während der Herrschaft von Katharina der Großen wiederaufgebaut. In den folgenden Jahrhunderten entwickelte sich Kasan zu einem wichtigen industriellen, kulturellen und religiösen Zentrum Russlands, insbesondere für den Islam. Nachdem Sowjetrussland 1920 Teil der Sowjetunion geworden war, wurde Kasan zur Hauptstadt der Tatarischen Autonomen Sozialistischen Sowjetrepublik (Tatarische ASSR). Nach der Auflösung der Sowjetunion blieb Kasan die Hauptstadt der Republik Tatarstan.

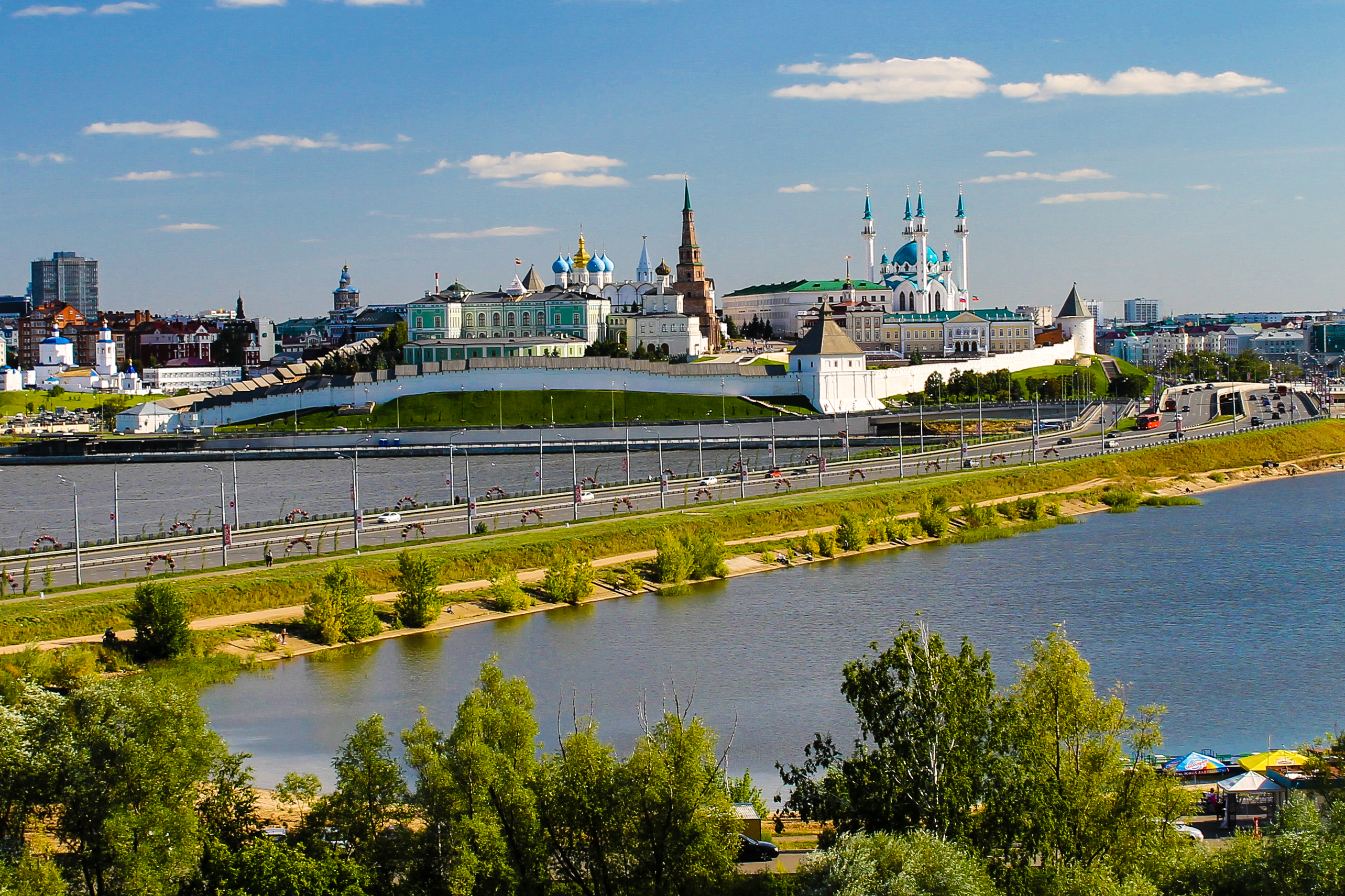
Kasaner Kreml erbaut am strategischen Punkt an dem die beiden Flüssen Kasanka und die Wolga sich durch die Stadt vereinigen

Kasan ist bekannt für seine lebendige Mischung aus tatarischer und russischer Kultur und ein beliebtes Touristenziel. So besuchten im Jahr 2023 4 Millionen Touristen die Stadt. Der Kasaner Kreml wurde im Jahr 2000 zum UNESCO-Weltkulturerbe erklärt und die 2005 errichtete Kul-Scharif-Moschee gilt als die zweitgrößte Moschee Europas. Im April 2009 verlieh das russische Patentamt Kasan das Recht, sich als „Dritte Hauptstadt Russlands“ zu bezeichnen, was die Bedeutung der Stadt hinter den internationalen Aushängeschildern Moskau und St. Petersburg verdeutlicht. Kasan war Gastgeber der Sommeruniversiade 2013 und einer der Austragungsorte der FIFA Fußball-Weltmeisterschaft 2018.

## Etymologie
Der Begriff Kazan bedeutet „Kessel“ in der tatarischen und türkischen Sprache.

## Geschichte
Die Stadt Kasan wurde von den Wolgabulgaren um das Jahr 1005 gegründet. Mit dem Einfall der Goldenen Horde verloren die Wolgabulgaren im 13. Jahrhundert ihre Unabhängigkeit. Der Niedergang der mongolischen Herrschaft führte 1393 zur Bildung des Khanats von Kasan (ca. 1437–1552). Als Hauptstadt des islamischen Khanats entwickelte sich Kasan zur Mitte des 15. Jahrhunderts zu einem wichtigen Handels- und Handwerkszentrum. Die an Handelsrouten gelegene Stadt war bekannt für ihre prächtigen Paläste und Moscheen, durch Lederwaren und Goldschmiedearbeiten.
Die jahrzehntelangen Moskau-Kasan-Kriege endeten im Jahre 1552 mit der Einnahme der Stadt durch die russischen Truppen von Iwan IV. Kasan wurde zur ersten nichtrussischen Stadt, die in das Russische Zarenreich eingegliedert wurde. Damit gilt Kasan als Ausgangspunkt des russischen Vielvölkerstaates. Kasan brannte infolge der Kampfhandlungen vollständig ab, wurde aber wieder aufgebaut und entwickelte sich zu einem wirtschaftlichen Zentrum. Iwan IV. ließ den Kasaner Kreml auf den Ruinen der alten Burg des Khanats erbauen und baute die Stadt zur Festung gegen Angriffe aus dem Osten aus. Die Stadt zählte etwa 15.000 Einwohner, die Garnison mit eingeschlossen. Die tatarische Bevölkerung betrug nur 6000 Einwohner, von denen nicht alle völlig sesshaft waren.

### 17. und 18. Jahrhundert

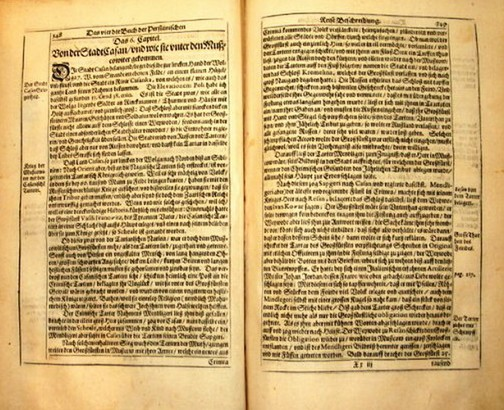
Adam Olearius: Moskowitische und Persianische Reise (1647), Vierter Teil, 6. Kapitel, Beschreibung des Aufenthalts der schleswig-holsteinischen Gesandtschaft in Kasan

Bezogen auf die 1630er Jahre gibt es über Kasan schriftliche Zeugnisse aus einer Reisebeschreibung in deutscher Sprache, die auch Abbildungen enthält. 1672 und 1684 entvölkerten Feuersbrünste ganze Straßenzüge von Kasan. Der Wiederaufbau der Stadt wurde bis zum Ende des Jahrhunderts abgeschlossen. 1708 erklärte Peter I. Kasan zur Hauptstadt des Gouvernements Kasan.
In den 1770er Jahren wurde Kasan zu einem Zentrum des Pugatschow-Aufstands (1773–75). Eine Feuersbrunst zerstörte zum dritten Mal große Teile der mehrheitlich aus Holz erbauten Stadt. Der Wiederaufbau Kasans erfolgte nach einem von Katharina II. autorisierten Generalplan. In einer Mischung aus östlicher und westlicher Architektur wurde das Stadtzentrum in Stein neu aufgebaut und die Straßen begradigt. Kasan entwickelte sich schnell wieder zu einem Handelszentrum für Porzellan, Keramik, Gewürze, Stoffe, Lederwaren, Wein und Früchte. Der Handel brachte Wohlstand in die Stadt. 1791 eröffnete das erste ständige Theater.

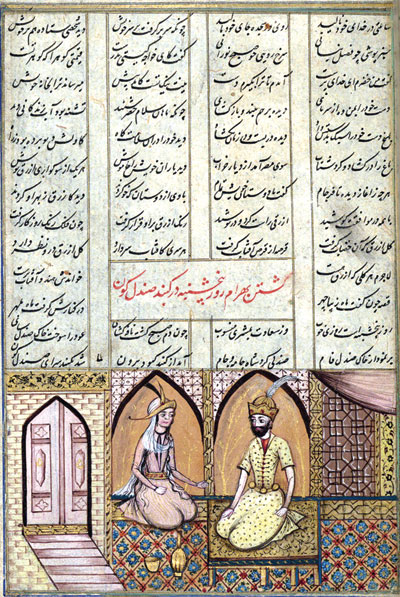
Nezāmi: Sieben Schönheiten (um 1200). Iran, Aquarell, 19. Jahrhundert

In der ersten Hälfte des 19. Jahrhunderts hatte sich Kasan zum industriellen, Handels- und Kulturzentrum der Wolgaregion entwickelt. Öffentliche und geistliche islamische Schulen wurden gebaut. Tatarische Verlage in Kasan, die ihre Publikationen in großer Zahl an Muslime in den verschiedenen Teilen Russlands verkauften, erleichterten die Verbreitung islamischer Literatur.

### 19. Jahrhundert

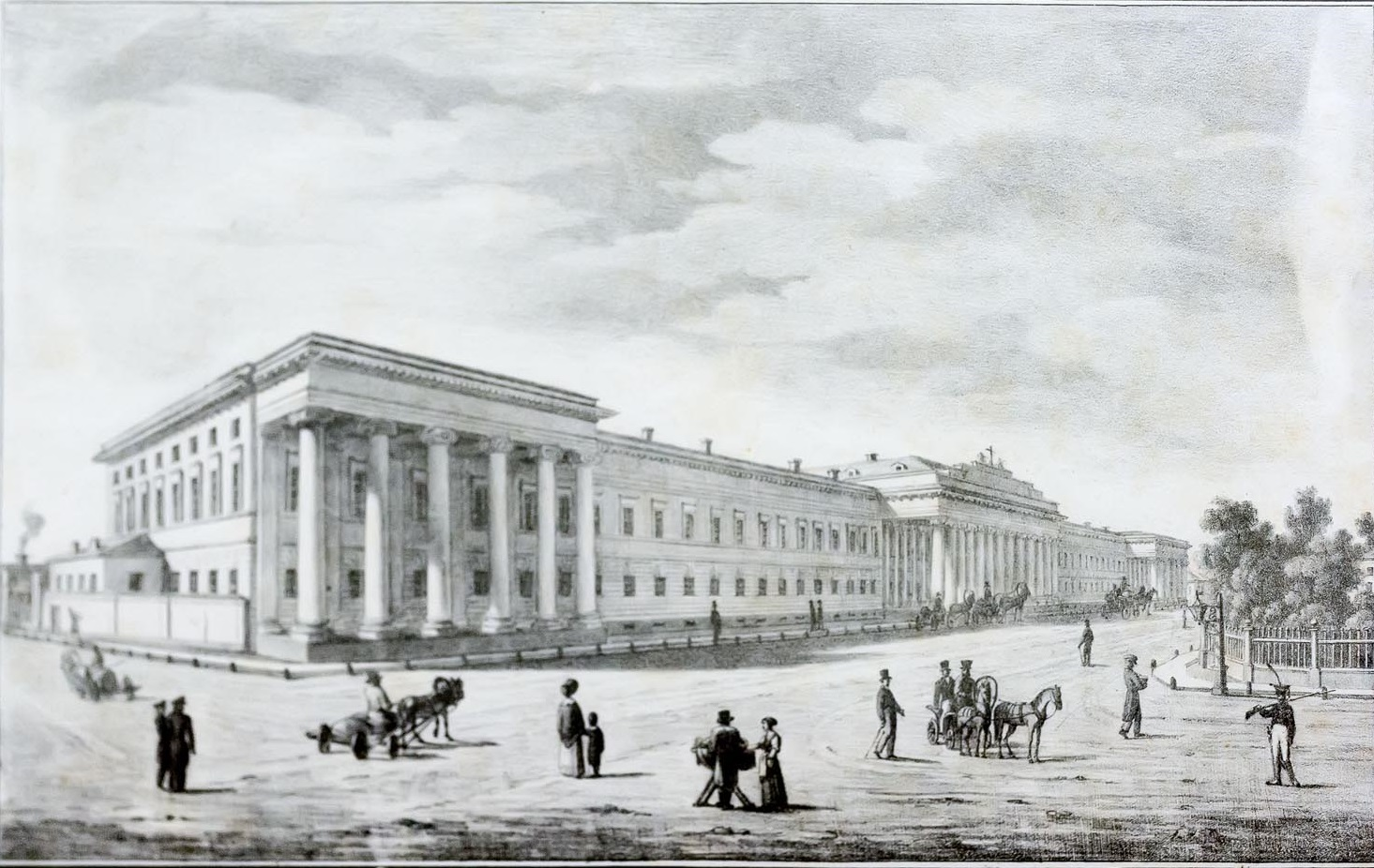
Hauptgebäude der Universität Kasan im Jahr 1832

Die Universität Kasan gehört zu den ältesten Russlands. Nennenswert ist, dass Kasan zwischen 1807 und 1854 ein Zentrum für Orientalistik war. Hier konnte man Türkisch, Persisch und Arabisch sowie seit 1844 Mongolisch studieren. Es gab deutsche Dozenten, die kein Russisch sprachen und in lateinischer Sprache unterrichteten. An der Universität Kasan wirkte seit 1826 der junge Gelehrte Mirza Kazem-Bek, der persische Wurzeln hatte. 1843 wurde hier erstmals eine zweisprachige Ausgabe mit klassischer persischer Literatur publiziert (Persisch-Deutsch), und zwar eine Teilausgabe von Nezāmis Sieben Schönheiten (um 1200).
Ab 1844 studierte Tolstoi in Kasan Orientalistik. 1870 erschien in Kasan die erste gedruckte Version des heute in viele Sprachen übersetzten Buches Aufrichtige Erzählungen eines russischen Pilgers, eines Klassikers der ostkirchlichen Spiritualität, durch das das Jesusgebet weltweit bekannt wurde. Der Jurastudent Wladimir Iljitsch Uljanow, später bekannt als Lenin, beteiligte sich hier 1887 aufgrund des Einflusses seines Bruders in Kasan an Studentenprotesten.

### 20. Jahrhundert
Nach der Oktoberrevolution von 1917 begann der Russische Bürgerkrieg, in dessen Verlauf Kasan am 6. August 1918 von Truppen der auf der Seite der Komutsch (Komitee der Mitglieder der konstituierenden Versammlung) stehenden Tschechoslowakischen Legionen eingenommen wurde. Am 10. September 1918 eroberte die Rote Armee die Stadt zurück. (→Kasaner Operation)

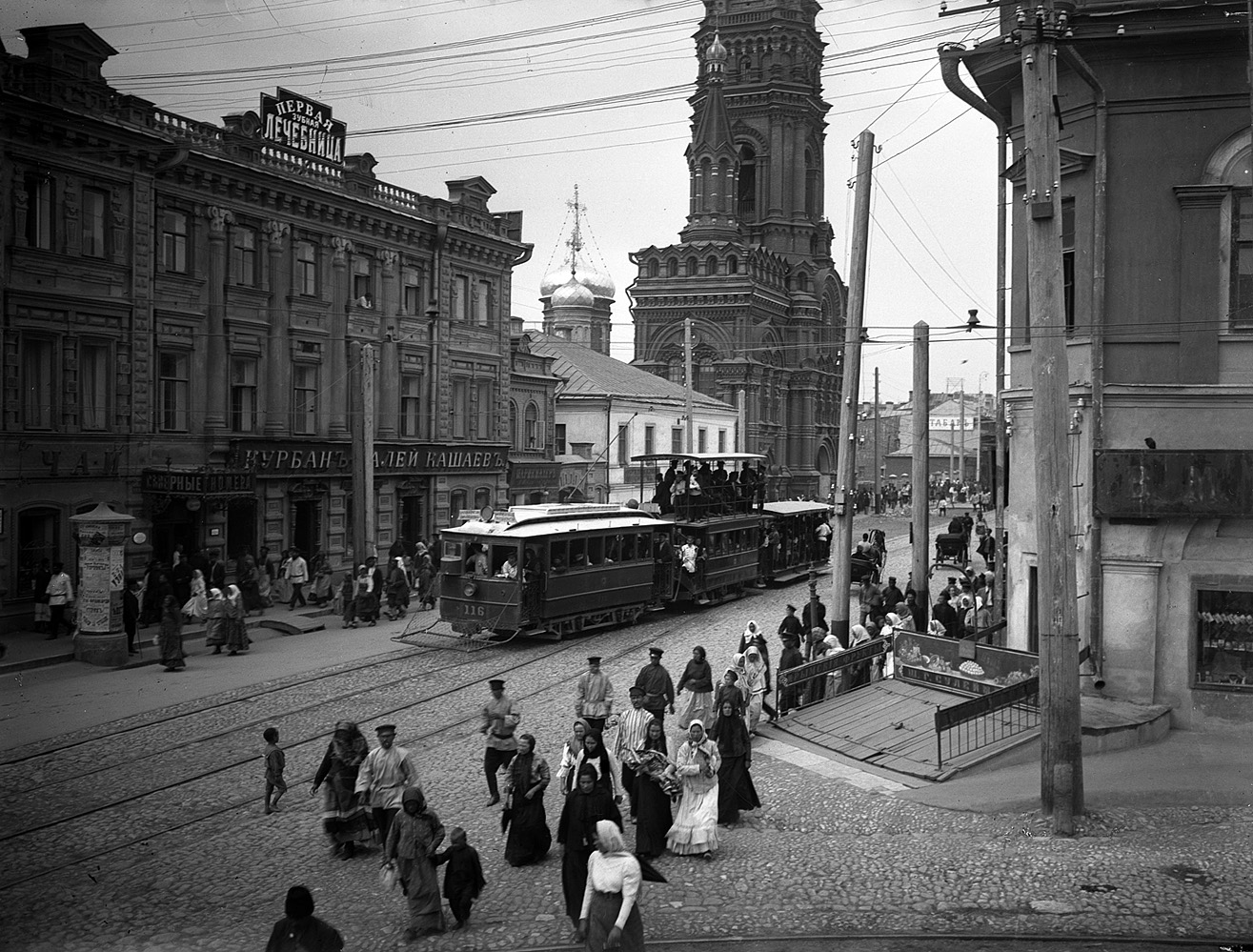
Blick in die Bolschaja Prolomnaja mit der Straßenbahn und dem neuen Glockenturms der Epiphanie-Kathedrale zu Beginn des 20. Jahrhunderts

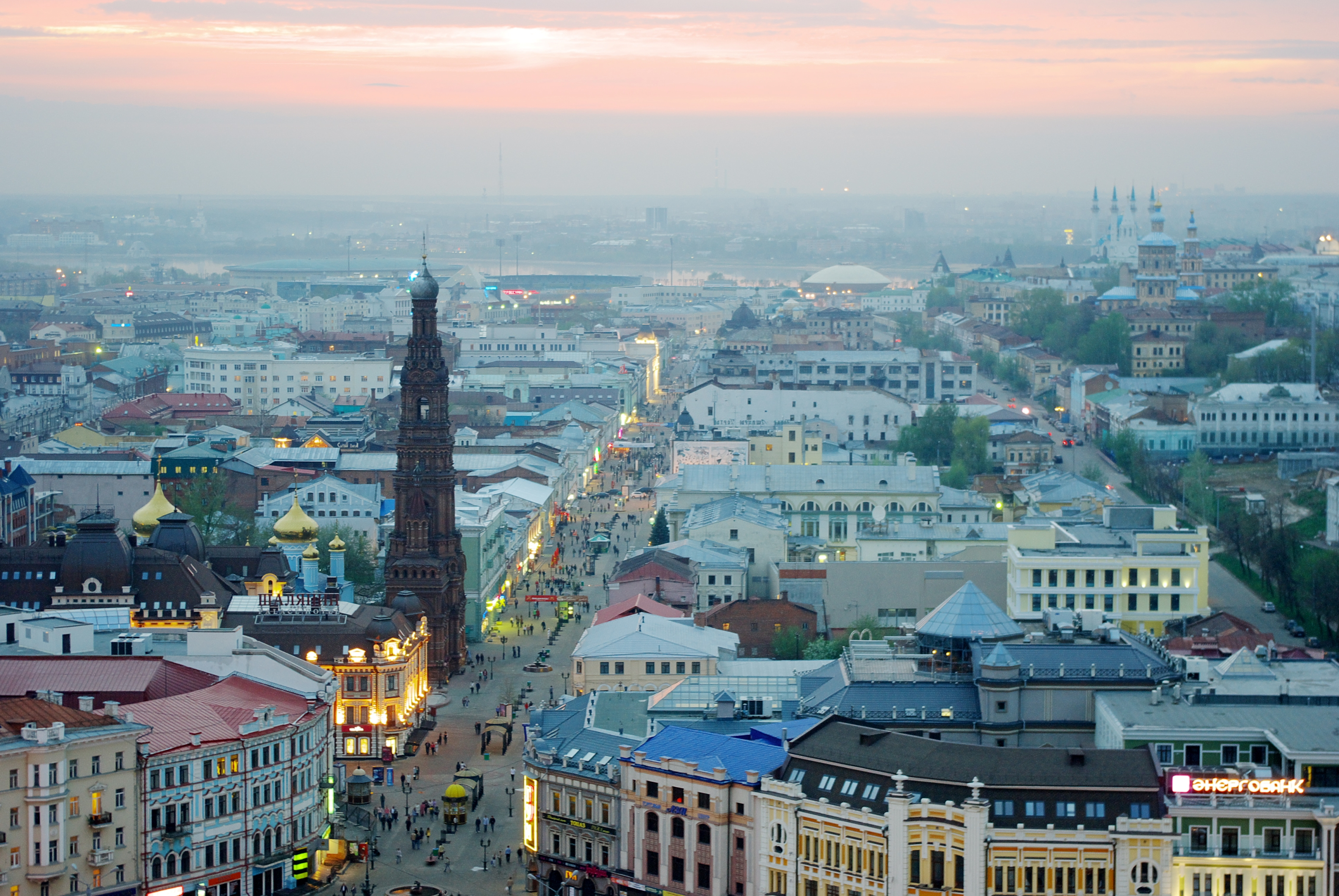
Blick auf die Bauman-Straße mit dem Glockenturm, eine Fußgängerzone Kasans

Am 27. Mai 1920 wurde Kasan mit Gründung der Tatarischen ASSR deren Hauptstadt.
Im Rahmen der deutsch-sowjetischen Militärkooperation gemäß dem Vertrag von Rapallo erprobte die deutsche Reichswehr (Inspektion 6 Kraftfahrwesen) zusammen mit der Roten Armee von 1926 bis 1933 im Geheimen in der nahegelegenen Panzerschule Kama Panzer, bildete an ihnen aus und entwickelte neue Panzertaktiken. Unter anderem wurde dort der Großtraktor umfangreichen Tests unterzogen. Die Übungen bildeten den Grundstein für das später erfolgreich angewandte Blitzkrieg-Konzept. Mit der Machtübernahme der nationalsozialistischen Regierung endete die Zusammenarbeit. Zahlenmäßig wurden insgesamt lediglich 30 Panzerfachleute ausgebildet.

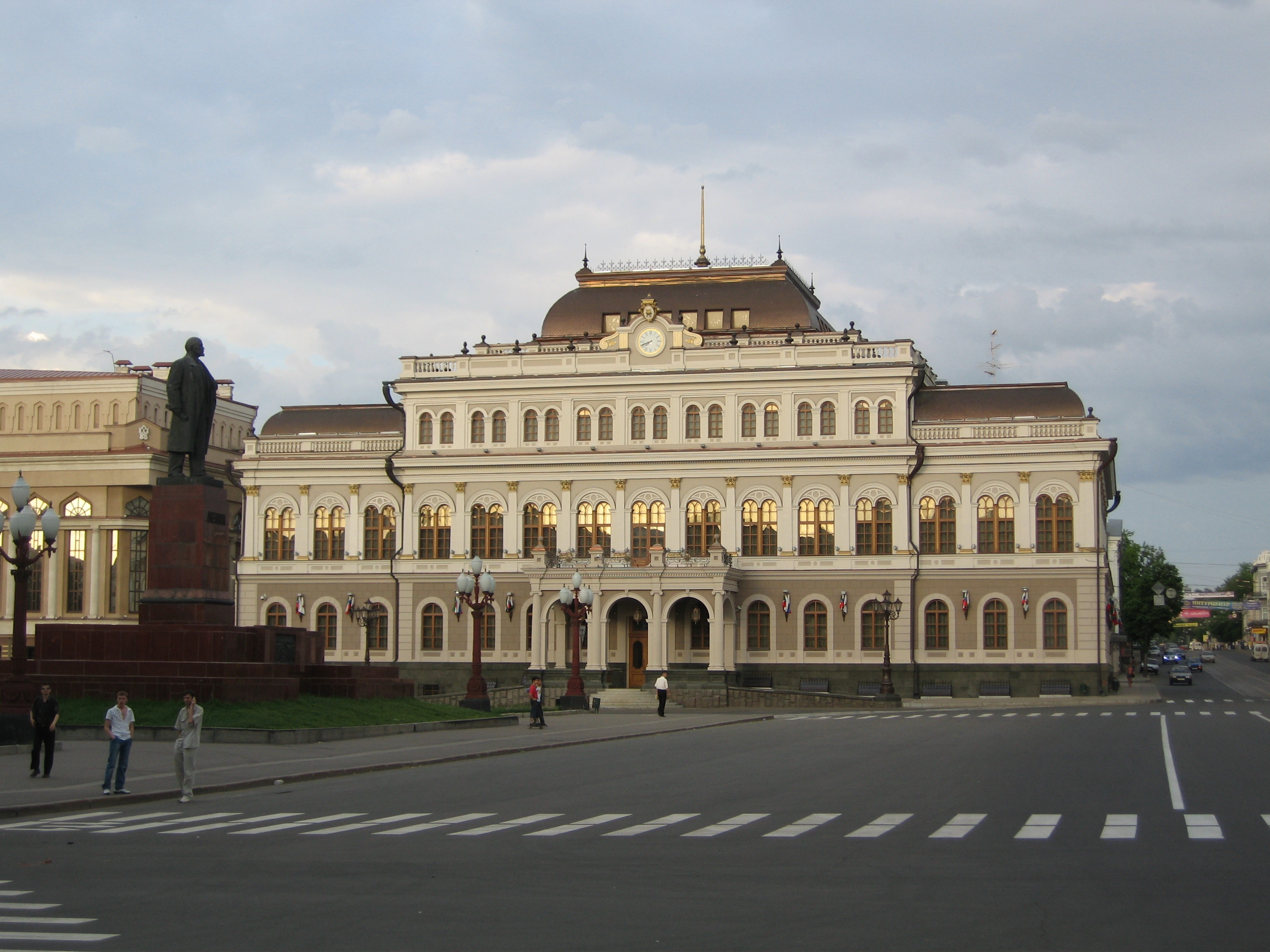
Rathaus von Kasan

In der Stadt bestand das Kriegsgefangenenlager 119 für deutsche Kriegsgefangene des Zweiten Weltkriegs.
Seit dem Zerfall der Sowjetunion ist Kasan Hauptstadt der Autonomen Republik Tatarstan innerhalb Russlands.

### 21. Jahrhundert
Am 11. Mai 2021 wurden bei einem Angriff auf eine Schule in Kasan acht Menschen getötet. Weitere Menschen wurden verletzt, sechs davon schwebten in Lebensgefahr. Der 19-jährige Schütze wurde durch die Sicherheitsbehörden verhaftet.

## Wappen
Beschreibung: In Silber steht auf einem grünen Schildfuß ein goldgekrönter, goldbewehrter, rotflügliger schwarzer Silant mit roter Schwanzspitze.
Der Schild der Stadt ist ohne Krone. Diese gibt es nur über dem Wappen des Königreichs Kasan (Khanat Kasan).
Das erste offizielle Wappen von Kasan wurde am 18. Oktober 1781 genehmigt. Modernisiert wurden Wappen und Flagge im Jahr 2005.
Im Jahr 1926 gab es ein Verbot der Heraldik, da Basilisk und Drache Stärke, Weisheit und Unbesiegbarkeit symbolisieren. Auch die Erde, das Leben und den Reichtum symbolisiert diese Wappenfigur in diesem Kulturkreis.

## Bevölkerung

### Ethnische Gruppen
Die Bevölkerung besteht laut russischem Zensus aus dem Jahr 2010 zu 48,6 % aus Russen und zu 47,6 % aus Tataren. Daneben leben in Kasan zahlreiche weitere, kleinere Minderheiten wie Tschuwaschen, Ukrainer, Mari, Russlanddeutsche, Juden und andere.

### Religionen

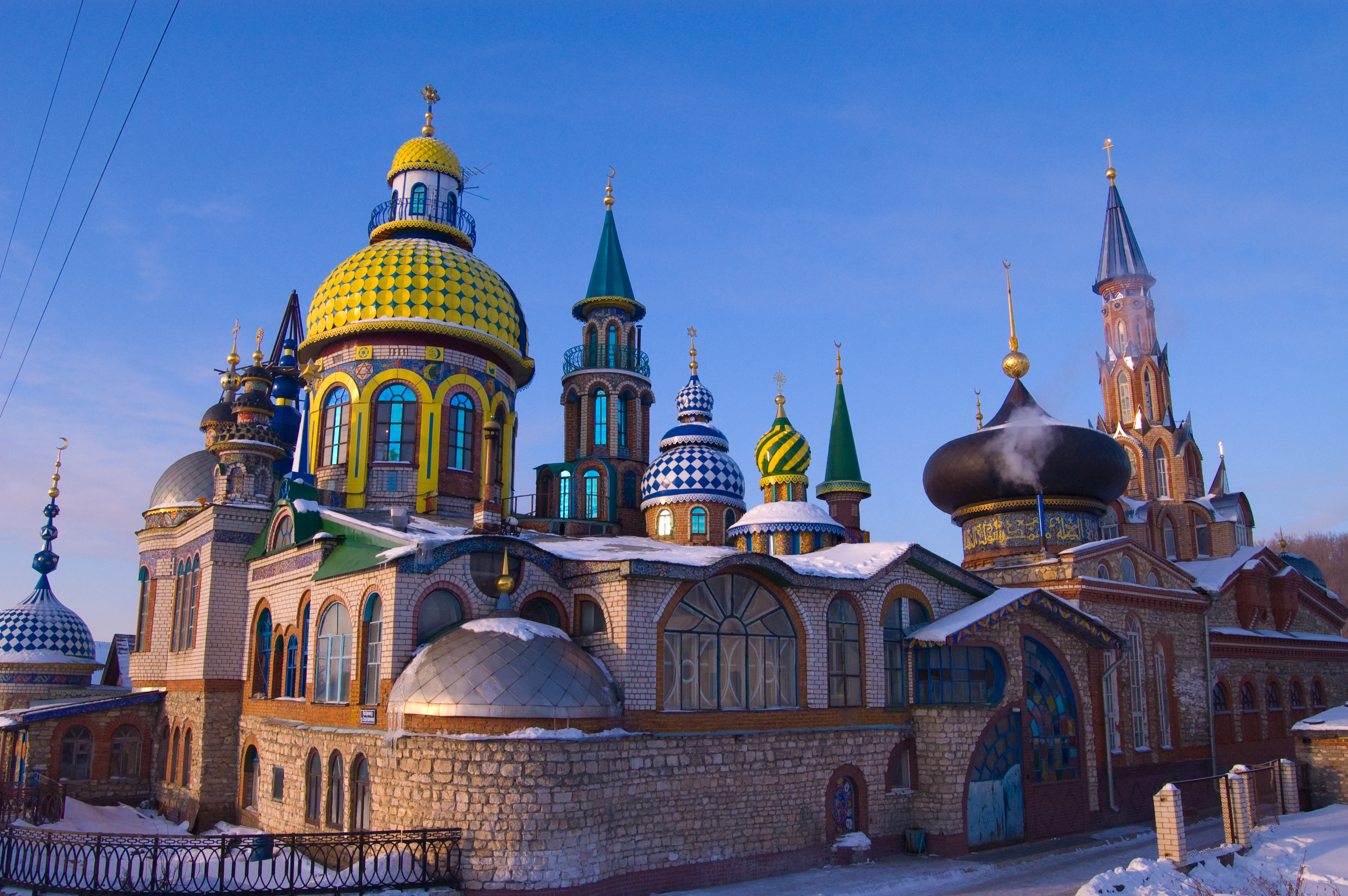
Tempel aller Religionen in Kasan – Symbol für religiöses Zusammenleben

Die am stärksten vertretenen Religionen sind das Christentum mit der Russisch-Orthodoxen Kirche sowie der Islam. Die Religionen koexistieren in dieser Stadt, die auch „Istanbul an der Wolga“ genannt wird, wobei die türkische Hauptstadt zudem eine Partnerstadt von Kasan ist.
1898 eröffnete die Russisch-Orthodoxe Kirche in Kasan ihr erstes Institut zur Ausbildung von Missionaren.

#### Islam

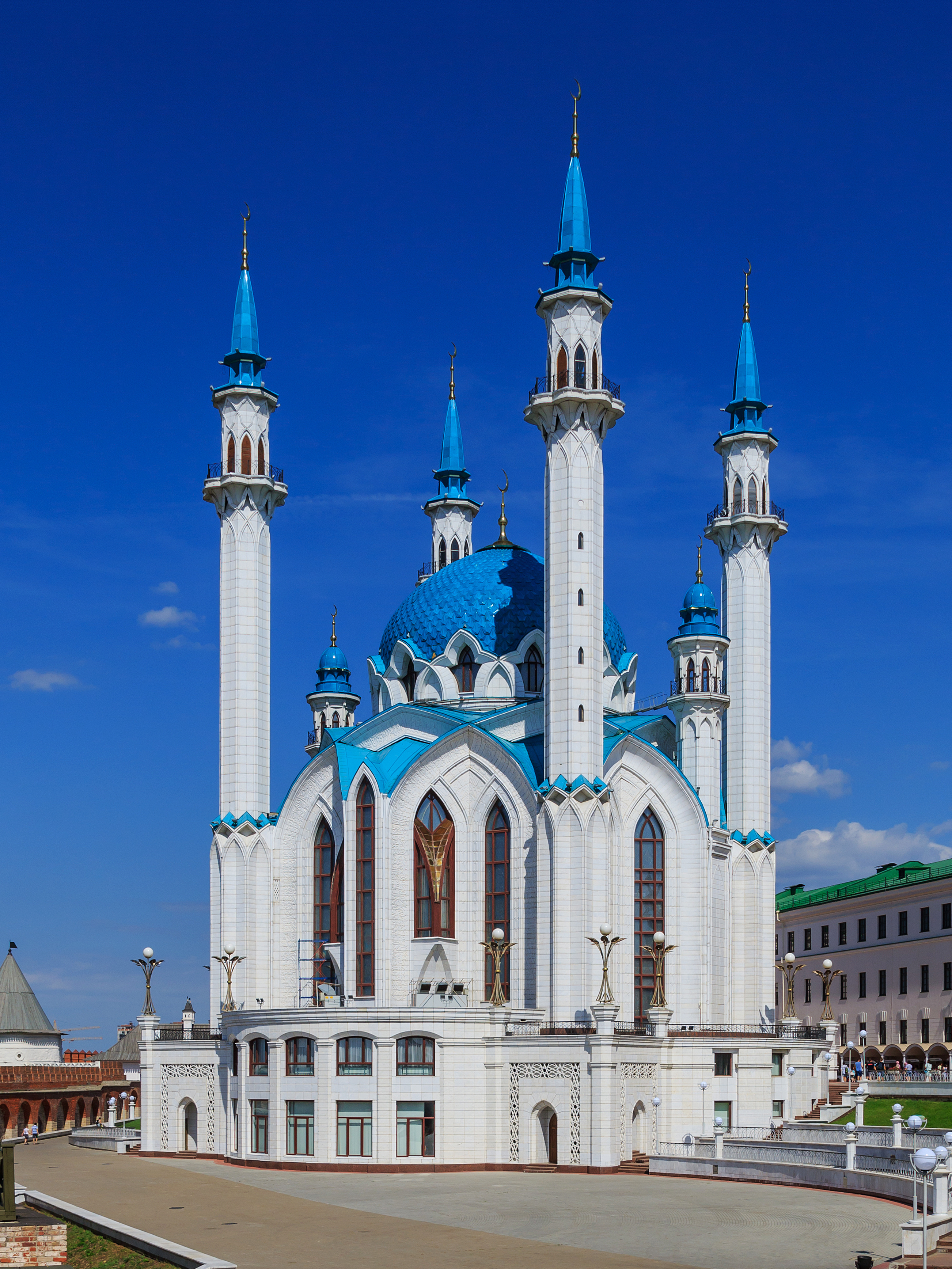
Kul-Scharif-Moschee

Die Sultanowskaja-Moschee besteht seit 1868.
Während der sowjetischen Zeit gab es in Kasan nur eine einzige geöffnete Moschee, nämlich die Mardjani-Moschee.:S. 46 Sie wurde von Mullahs unterhalten, die über eine gewisse theologische Ausbildung verfügten.:S. 48 Nach dem Zusammenbruch der Sowjetunion entstanden in Kasan zahlreiche neue Moscheen. Im Frühsommer 2005 wurde mit der Kul-Scharif-Moschee die größte Moschee Europas in Kasan eröffnet.
Seit 1992 hat die „Geistliche Verwaltung der Muslime der Republik Tatarstan“ (Dukhovnoe upravlenie musul'man Respubliki Tatarstan; DUMRT) in Kasan ihren Sitz.:S. 50 In Kasan erscheinen darüber hinaus mehrere islamische Zeitschriften in tatarischer Sprache, DUMRT-Organ vä ädäp sowie Islam nurï, Din vä maghyishät und die Frauenzeitschrift Muslima.:S. 52 f.
Von den acht offiziell anerkannten islamischen Erziehungsinstitutionen der Republik Tatarstan befinden sich drei in Kasan: die Islamische Universität der Russischen Föderation, die „Muhammadiyya Madrasa“ und die „Madrasa zum tausendjährigen Jubiläum des Islams“.:S. 56 Die Islamische Universität, die 1998 von der DUMRT in Zusammenarbeit mit dem Russischen Mufti-Rat und dem Institut für Geschichte der Tatarischen Akademie der Wissenschaften gegründet wurde, hat ein Lehrpersonal von 25 Dozenten und besitzt seit 2003 das Recht, islamisch-theologische Abschlüsse zu verleihen.:S. 56, 58 Die Muhammadiyya Madrasa, die 1881 gegründet, nach 1918 unter den Sowjets geschlossen und 1993 wiedereröffnet wurde, ist eine Madrasa, an der Jungen und Mädchen ab 14 Jahren studieren können.:S. 59 Die „Madrasa zum tausendjährigen Jubiläum des Islams“ wurde erst 1990 außerhalb von Kasan gegründet und zog 1991 in die Stadt. Sie bietet eine vierjährige islamische Ausbildung an und verfügt über 12 Dozenten.:S. 59

#### Religiöse Minderheiten
Unter den religiösen Minderheiten sind auch Katholiken, Protestanten, Juden, Bahai und Krishna mit eigenen Gebetshäusern vertreten, wobei die evangelisch-lutherische Kirchengemeinde von Kasan ein eigenes Kammerorchester unterhält.

### Bevölkerungsentwicklung

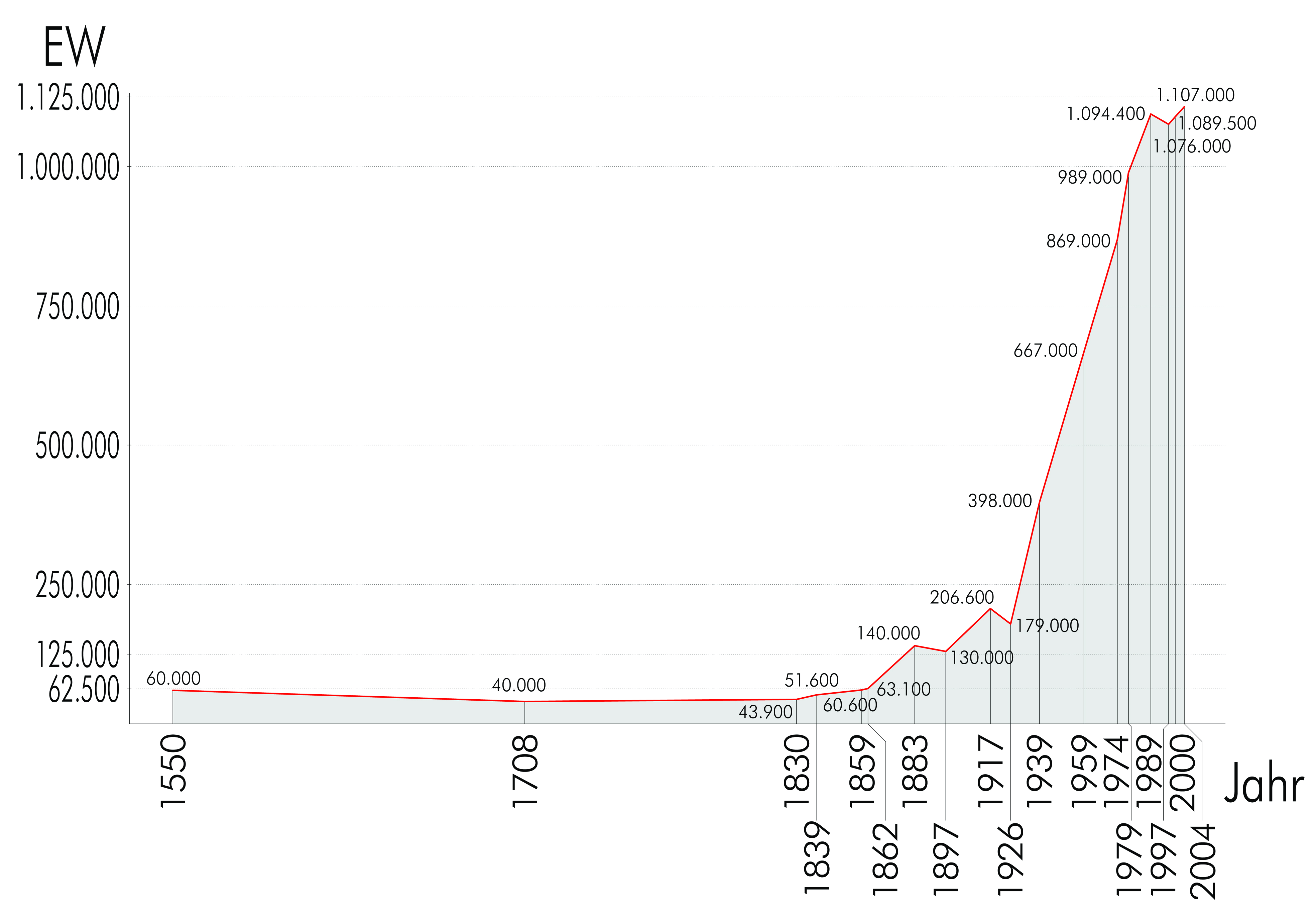
Entwicklung der Bevölkerung Kasans seit 1550

| Jahr | Einwohner |
| ---- | --------- |
| 1897 | 129.959   |
| 1926 | 179.023   |
| 1939 | 398.014   |
| 1959 | 646.806   |
| 1970 | 868.537   |
| 1979 | 992.675   |
| 1989 | 1.094.378 |
| 2002 | 1.105.289 |
| 2010 | 1.143.535 |

Anmerkung: Volkszählungsdaten

### Sprache

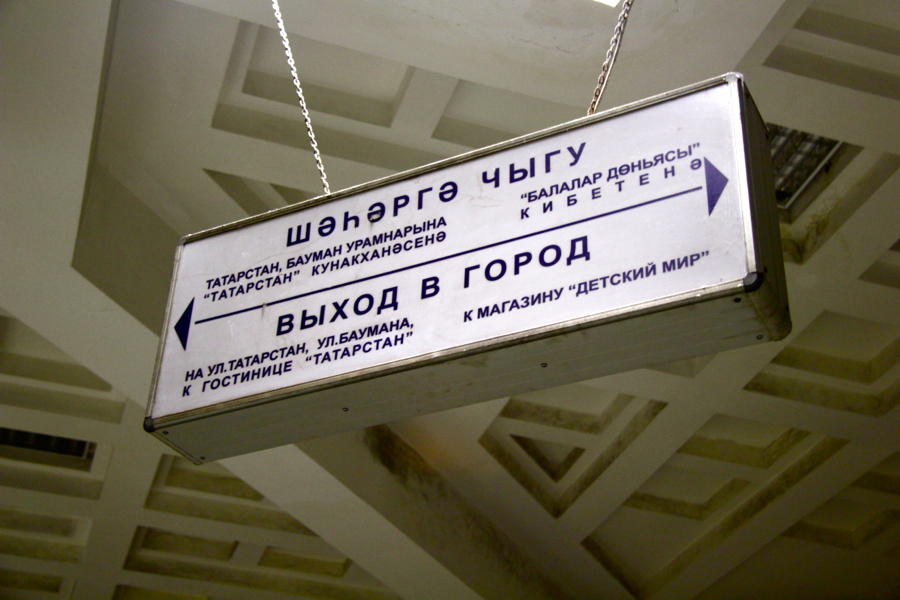
Viele Schilder in Kasan sind zweisprachig tatarisch/russisch

In Kasan sind Tatarisch und Russisch Amtssprachen. Während Tatarisch hauptsächlich von Tataren gesprochen wird, beherrscht nahezu die gesamte Bevölkerung der Stadt Russisch. Das Russische dominiert insbesondere auch im Geschäftsleben.

## Sehenswürdigkeiten

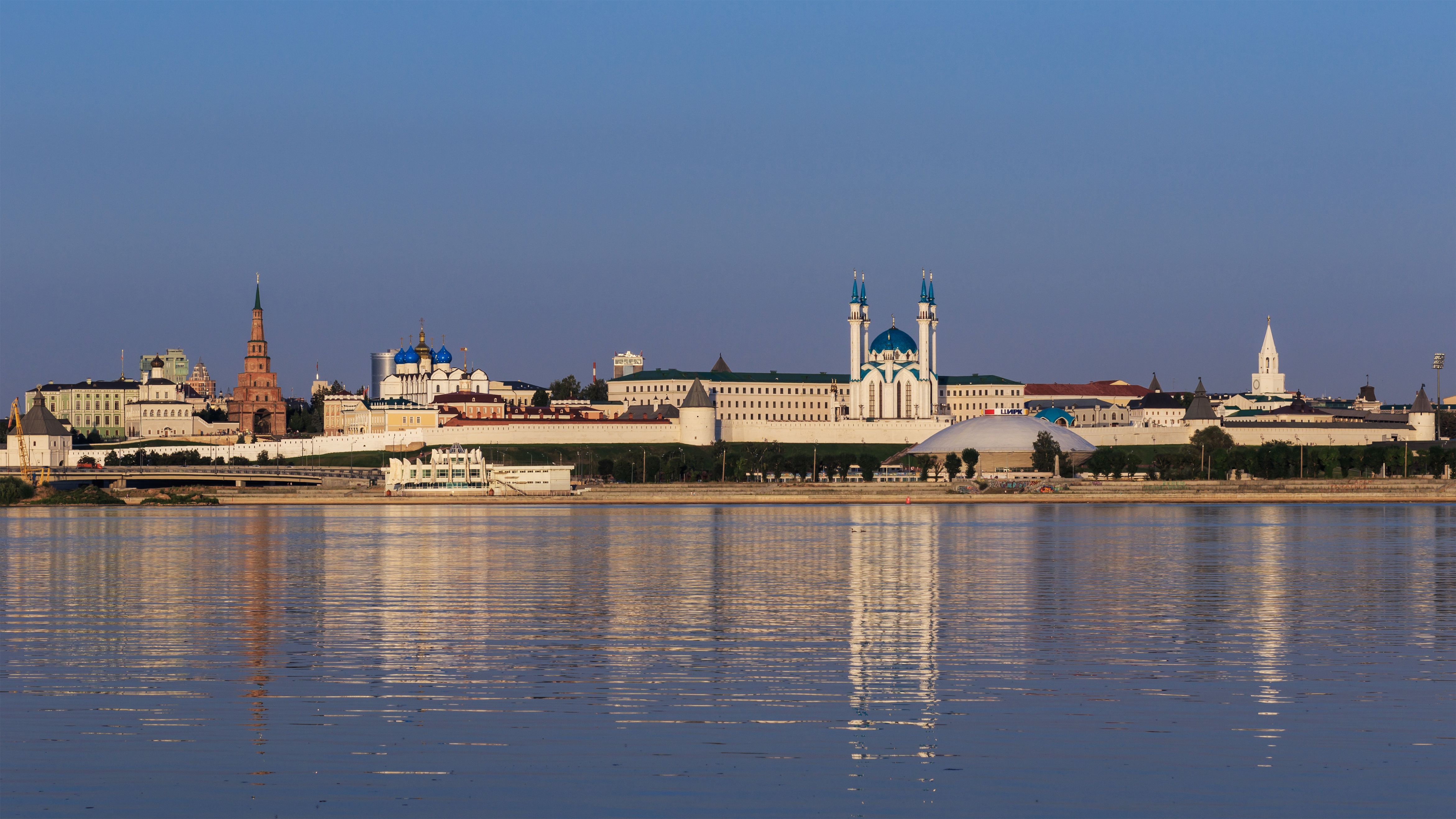
Blick auf den Kasaner Kreml

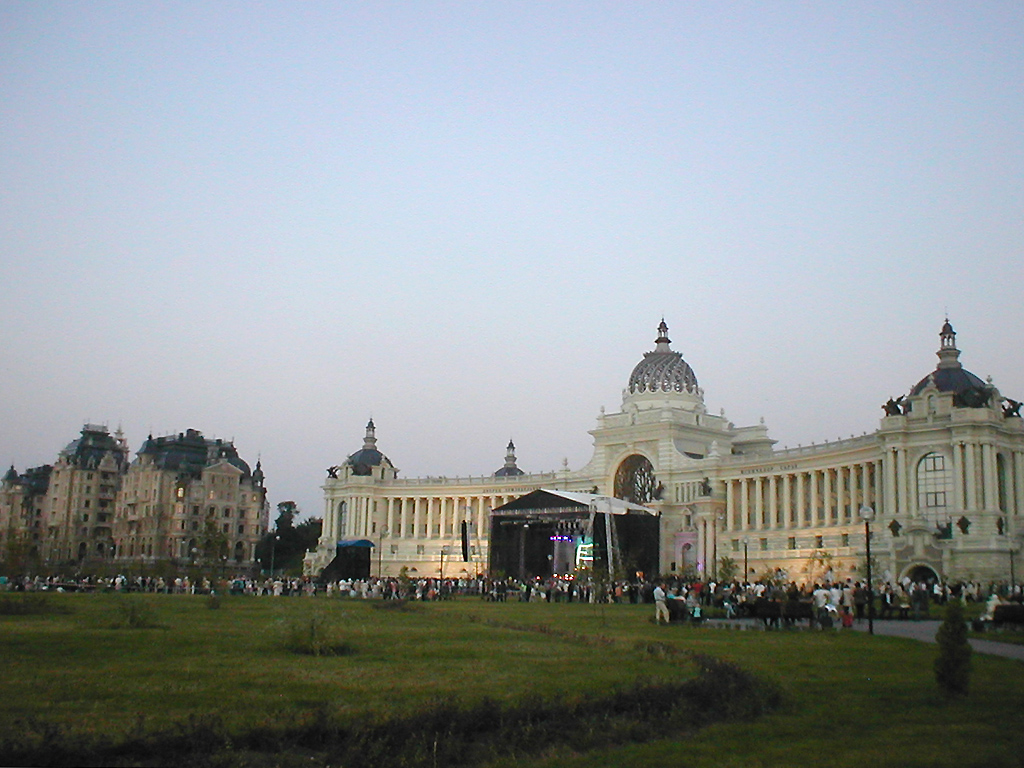
Der Palast der Landwirte während des Kasaner Opernfestivals

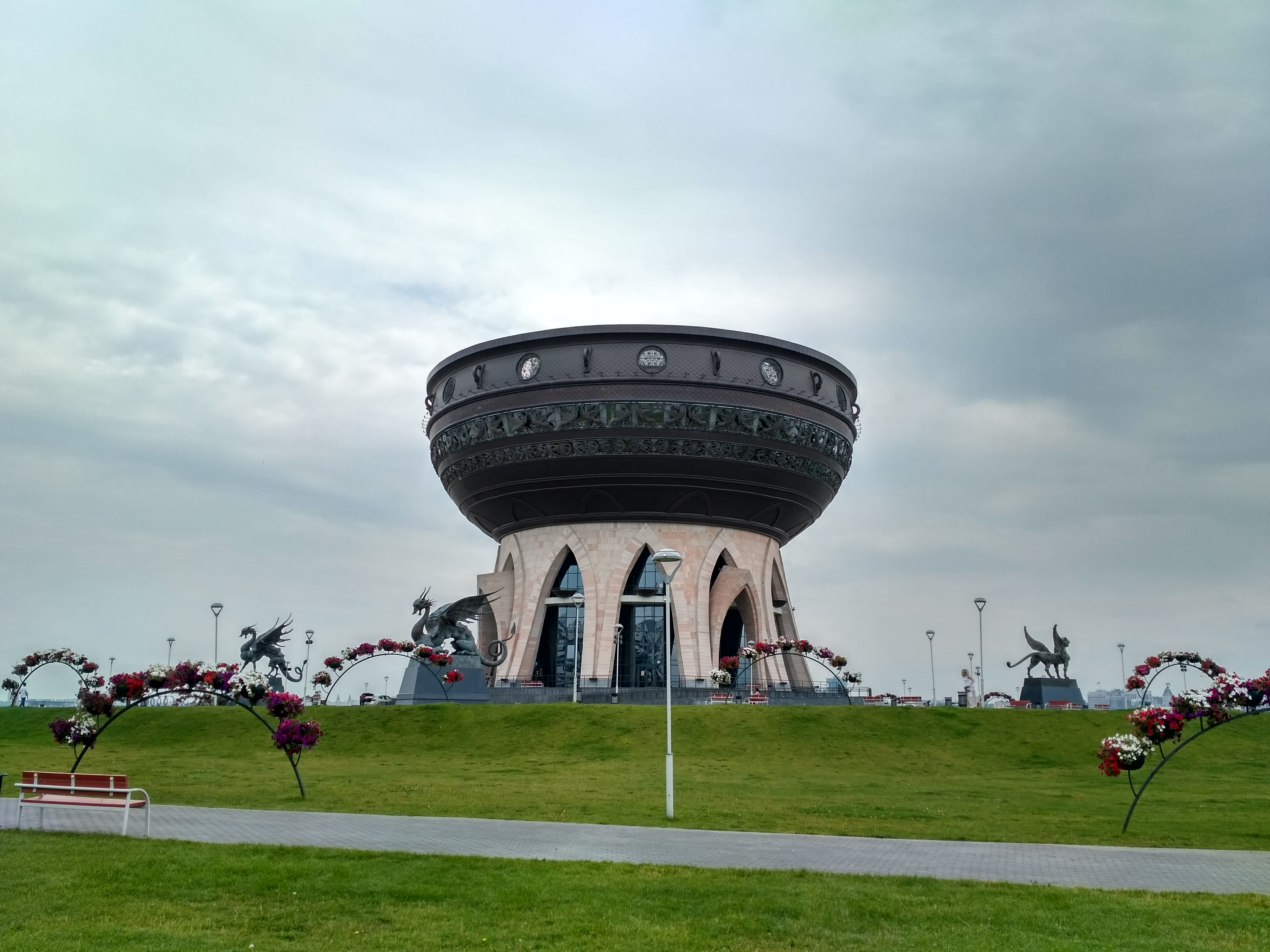
Familienzentrum Kasan (D. B. Namdakow, 2013)

Die Stadt gilt als eine Perle der Architektur, die Orient und Okzident in sich vereint. Der Kasaner Kreml (Lage) gilt als einer der schönsten seiner Art und ist aus diesem Grund in die Liste des Weltkulturerbes aufgenommen worden. Dort steht auch der ehemalige Gouverneurs-Palast, der von 1843 bis 1853 an Stelle des Khan-Palastes vom russischen Architekten Konstantin Thon errichtet wurde. Darüber hinaus errichtete Thon die daneben stehende Schlosskirche.
Anlässlich des erfolgreichen Feldzuges nach Kasan ließ Iwan IV. eine Kathedrale in Moskau errichten: die Basilius-Kathedrale auf dem Roten Platz. Gleichzeitig wurde auf Befehl des Zaren eine kleine hölzerne Kirche im Kasaner Kreml gebaut, die schon nach drei Tagen fertig war. Später wurde diese Kirche umgebaut, und seit vermutlich 1556 steht im Kasaner Kreml eine prachtvolle orthodoxe Kathedrale: die Mariä-Verkündigungs-Kathedrale. Diese Kathedrale ist das älteste Baudenkmal des Kasaner Kremls.
Nahe der Mariä-Verkündigungs-Kathedrale befindet sich ein Turm aus rotem Ziegelstein: der Sujumbike-Turm. Der nach der letzten Regentin des Kasaner Khanats benannte Turm entstand im 18. Jahrhundert. Hinter dem Turm befindet sich ein Mausoleum mit den Sarkophagen der tatarischen Khane.
Anlässlich des 1000-jährigen Bestehens im Jahr 2005 wurden der Kreml und andere Gebäude renoviert.
Der Hauptturm des Kasaner Kremls ist der Spasski-Turm oder der Erlöser-Turm. Dieser Turm wurde im 19. Jahrhundert errichtet. Aber nach der Meinung einiger bekannter Architekten stammt das erste Stockwerk des Turmes aus dem 16. Jahrhundert und wurde noch von den russischen Baumeistern Postnik Jakowlew und Iwan Schirjajew erbaut. Bis zur Oktoberrevolution 1917 befand sich im obersten Stockwerk eine Kapelle und noch heute kann man dort Umrisse der Kirchenfenster erkennen. Ganz oben auf dem Turm ist ein Stern angebracht, der in den 1930er Jahren aufgestellt wurde. Heute wird oft darum gestritten, ob der Stern hier passend ist. Aber die Regierung ist der Meinung, dass ein Kreuz die Tataren und ein Halbmond die Russen beleidigen könnte.
Bauwerke in Kasan
- Burnajewskaja-Moschee
- Iske-Tasch-Moschee
- Sujumbike-Turm
- Mariä-Verkündigungs-Kathedrale
- Kul-Scharif-Moschee
- Metro Kasan
- Staatliche Universität Kasan
- St.-Katharina-Kirche
- Peter-und-Paul-Kirche
- Apanajewskaja-Moschee
- Nurulla-Moschee
- Tempel aller Religionen

## Sport
- Der Eishockeyverein Ak Bars Kasan spielt in der Kontinentalen Hockey-Liga.
- Der Fußballverein Rubin Kasan vertritt die Stadt in der Premjer-Liga. Im Jahr 2008 wurde der Verein erstmals Russischer Fußballmeister. Der Erfolg konnte im Jahr 2009 wiederholt werden.
- Der Basketballverein BK UNIKS Kasan spielt in der VTB United League.
- Die Volleyballvereine VK Zenit-Kasan (Männer) und VK Dynamo Kasan (Frauen) spielen in der Volleyball-Superliga.
- Die Stadt wird im Feldhockey durch den Verein HC Dinamo Kasan vertreten.
- In der Stadt ist der Bandy-Verein HK Dynamo Kasan beheimatet.

Im Jahre 2011 fanden die Europameisterschaften im Gewichtheben in Kasan statt, 2013 war die Stadt Gastgeberin der Sommer-Universiade und 2014 der Fechtweltmeisterschaften. 2015 wurden die Schwimmweltmeisterschaften in Kasan ausgetragen. Die Stadt war Austragungsort der Bandy-Weltmeisterschaften 2005 und 2011.
Kasan war einer der Austragungsorte der Fußball-Weltmeisterschaft 2018. Hierzu wurde die Kasan-Arena errichtet, die bereits für den FIFA-Konföderationen-Pokal 2017 genutzt wurde. Im Stadion von Kasan bestritt die deutsche Nationalmannschaft gegen Südkorea ihr letztes WM-Gruppenspiel. Nach dem Ausscheiden der deutschen Mannschaft aus dem WM-Turnier schrieb Christof Kneer von der Süddeutschen Zeitung: „‚Kasan‘ steht ab sofort in einer Reihe mit ‚Córdoba‘ und ‚Gijón‘: als Chiffre für eine dieser finstersten Stunden, die auch jenen Kindern einmal etwas sagen wird, deren Eltern sich heute noch nicht mal kennen.“
Von 2010 bis 2016 fand in Kasan ein jährlich ausgetragenes Tennisturnier ATP Challenger Kasan-2 statt.

## Verkehr

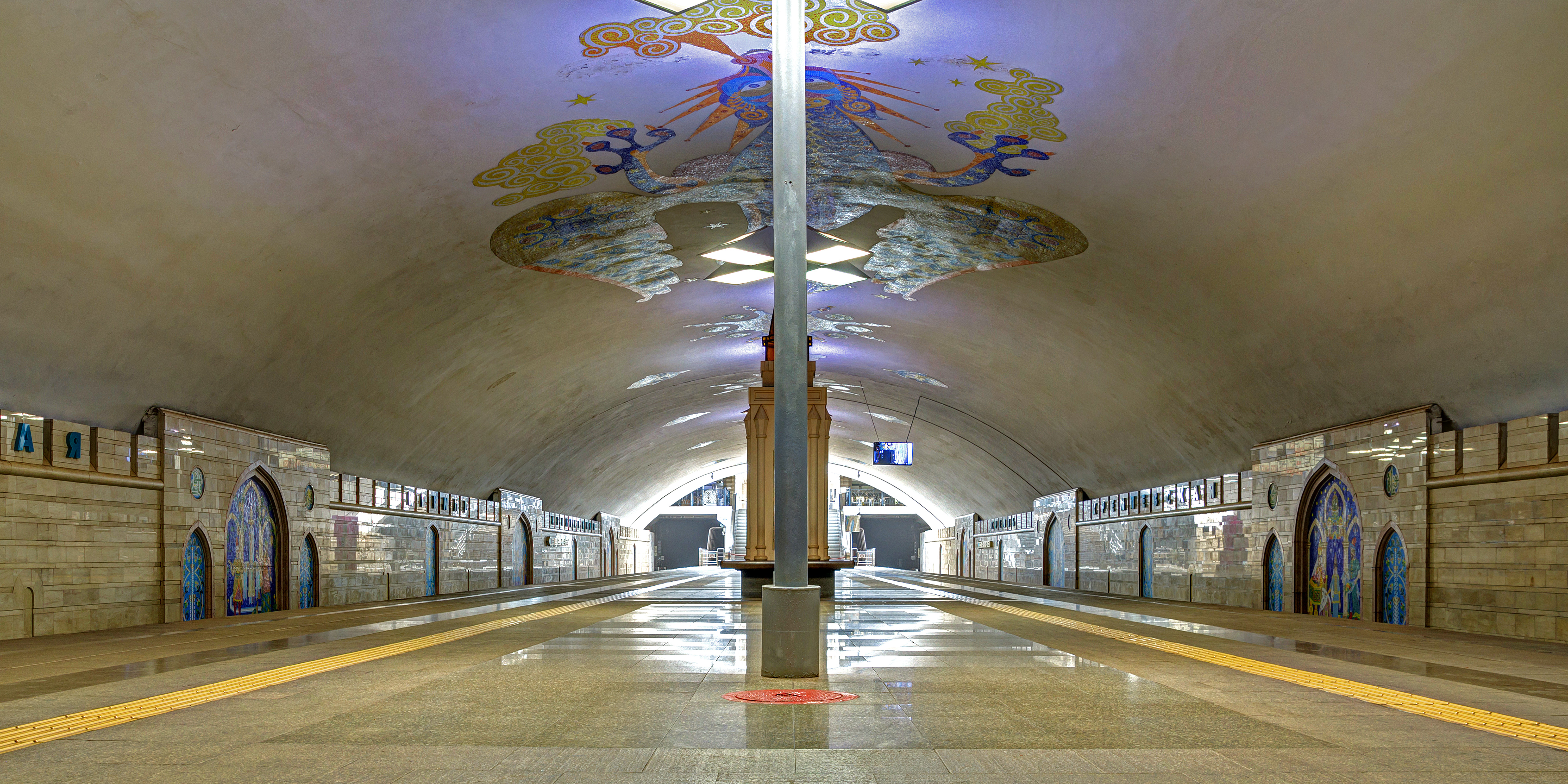
Metro-Station Kremljowskaja

Das Verkehrsnetz ist gut entwickelt, wozu auch die Schifffahrt auf mehreren Flüssen, unter anderem auf der Wolga und der Kama, und der internationale Flughafen beitragen.
2005 wurde anlässlich des 1000-jährigen Jubiläums der Stadt die Kasaner Metro eröffnet. Sie umfasst derzeit eine Linie mit elf Stationen und soll in den kommenden Jahren weiter ausgebaut werden. Derzeit (2019) befördert sie pro Jahr 30,5 Millionen Passagiere. Weitere öffentliche Verkehrsmittel der Stadt sind die Straßenbahn, Busse, Trolleybusse und Marschrutkas. Die Stadt hat auch einen Fernbahnhof, einen Binnenhafen sowie einen internationalen Flughafen.
Kasan ist mit der russischen Hauptstadt Moskau über die Fernstraßen M7 Wolga und M12 Wostok verbunden. Hier beginnen die Fernstraßen R239, die die Stadt mit Orenburg verbindet, sowie R241, die nach Uljanowsk führt.

## Wirtschaft

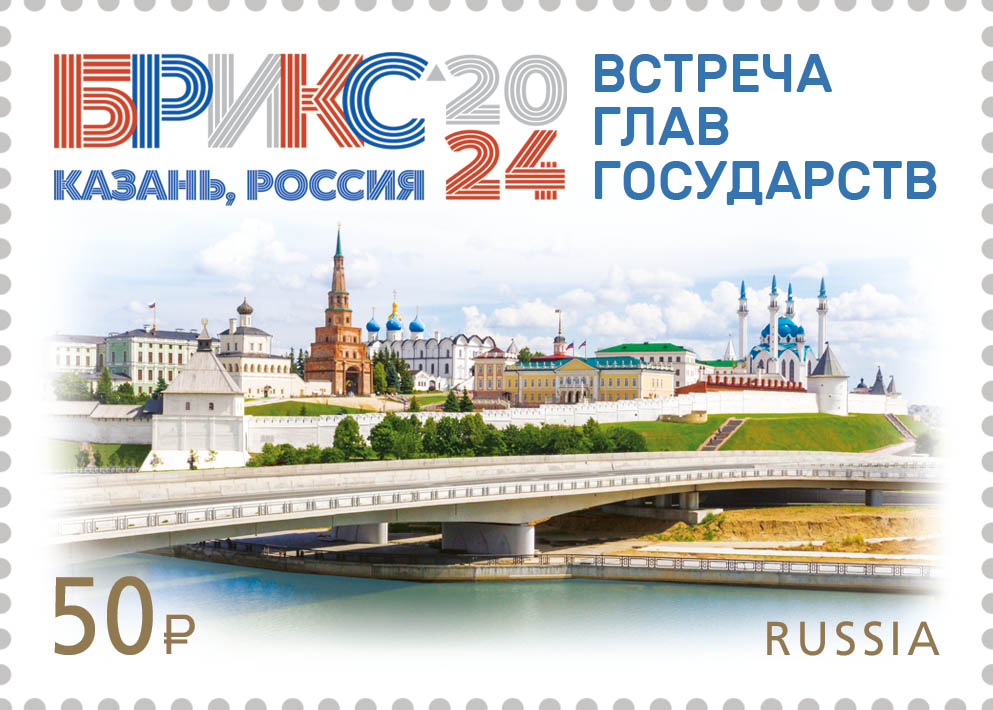
Die Briefmarke zum 16. BRICS-Gipfel in 2024 in Kasan − es zeigt das BRICS-Emblem vor dem Hintergrund eines Panoramas der Stadt Kasan

In Kasan befinden sich zwei große Flugzeugwerke: Das Kasaner Flugzeugwerk, bekannt durch Flugzeuge wie Pe-8, Il-62, Tu-104 oder Tu-160, das Kasaner Hubschrauberwerk, bekannt durch die Mil Mi-8- und Mil Mi-17-Hubschrauber. Das Flugzeugwerk erreichte seine Größe und Bedeutung durch den Umstand, dass im Jahr 1941 das damals größte Werk Nummer 22 aus Moskau in eine genügende Entfernung von der Front evakuiert wurde. Im Weiteren existiert hier die OAO Kazan Motor-Building Production Association, ein Hersteller von Flugzeug- und Gasturbinen, und ООО MVEN Company, ein Flugzeugausrüster und Fallschirmproduzent. Auch Betriebe der chemischen und pharmazeutischen Industrie sowie eine Produktion medizinischer Geräte befinden sich in Kasan. Basierend auf der Ölwirtschaft Tatarstans, auf der wachsenden verarbeitenden Industrie, auf Bauwirtschaft, Tourismus und Handel – u. a. mit türkischen Importeuren und Exporteuren – hat sich Kasan zu einem florierenden Zentrum mit überregionaler Bedeutung entwickelt.

## Bildung und Universitäten

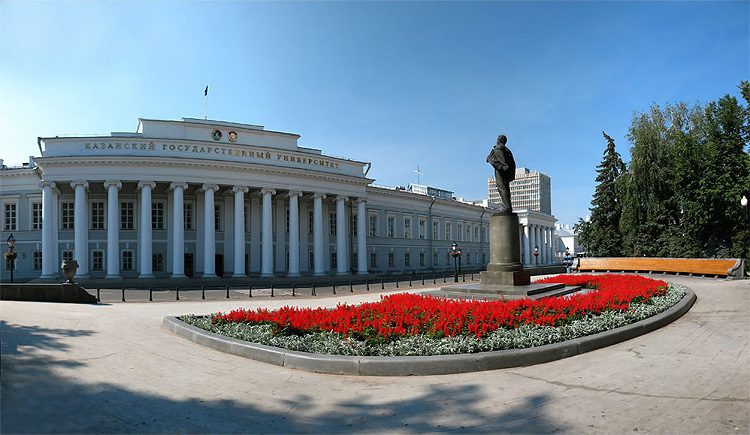
Staatliche Universität Kasan

Kasan beherbergt eine Vielzahl an Universitäten und weiterführenden Bildungseinrichtungen. Von besonderer Bedeutung ist die Staatliche Universität Kasan, die zweitälteste Universität Russlands. An ihr studierten zahlreiche bedeutende Persönlichkeiten der russischen Geschichte, darunter Lenin und Tolstoi.
- Filiale der Militärischen Artillerieuniversität
- Filiale der Staatlichen Handelsuniversität Moskau
- Filiale der Universität für Verbraucherkooperation Moskau
- Filiale des Juristischen Instituts des Innenministeriums Russlands
- Filiale des Energetischen Instituts Moskau
- Filiale des Instituts für Panzertruppen Tscheljabinsk
- Institut für Ökonomie und Recht
- Institut für Ökonomie und Verwaltung
- Institut für Ökonomie, Verwaltung und Recht Kasan
- Institut für Soziale und Geisteswissenschaftliche Kenntnisse
- Institut für Business und Verwaltung Kasan
- Institut für Finanzen und Ökonomie Kasan
- Kommando-Ingenieurhochschule Kasan
- Staatliche Akademie Kasan für Architektur und Baukunst
- Staatliche Akademie Kasan für Kultur und Kunst
- Staatliche Akademie Kasan für Veterinärmedizin
- Staatliche Landwirtschaftliche Akademie Kasan
- Staatliche Medizinuniversität Kasan
- Staatliche Pädagogische Universität Kasan
- Staatliche Technische A.-N.-Tupolew-Universität Kasan
- Staatliche Technologische Universität Kasan, (Казанский национальный исследовательский технологический университет, КНИТУ – KGTU)
- Staatliche Universität Kasan
- Staatliches Energetisches Institut Kasan
- Staatliches Konservatorium Kasan
- Sozialjuristisches Institut
- Tatarisch-Amerikanisches Regionales Kolleg
- Tatarisches Institut für Geschäftliche Zusammenarbeit

## Klima
In Kasan herrscht ein gemäßigtes Kontinentalklima mit kalten Wintern (mitunter fallen die Temperaturen unter −30 °C) und milden Sommern, mit Durchschnittstemperaturen von 20 °C.
|                       | Jan   | Feb   | Mär  | Apr | Mai  | Jun  | Jul  | Aug  | Sep  | Okt | Nov  | Dez   |   |      |
| Mittl. Tagesmax. (°C) | −9,0  | −8,1  | −1,5 | 9,1 | 18,7 | 23,0 | 24,7 | 23,0 | 16,1 | 6,6 | −1,0 | −6,1  | ⌀ | 8    |
| Mittl. Tagesmin. (°C) | −16,4 | −15,3 | −9,0 | 0,6 | 8,0  | 12,1 | 14,5 | 12,5 | 7,2  | 0,8 | −5,4 | −12,3 | ⌀ | −0,2 |
|                       |       |       |      |     |      |      |      |      |      |     |      |       |   |      |
| Niederschlag (mm)     | 33    | 27    | 27   | 37  | 37   | 70   | 68   | 68   | 52   | 48  | 44   | 37    | Σ | 548  |
|                       |       |       |      |     |      |      |      |      |      |     |      |       |   |      |
| Sonnenstunden (h/d)   | 1,6   | 3,2   | 4,8  | 6,8 | 9,1  | 9,8  | 9,4  | 8,2  | 5,3  | 2,7 | 1,4  | 1,1   | ⌀ | 5,3  |
|                       |       |       |      |     |      |      |      |      |      |     |      |       |   |      |
| Regentage (d)         | 10    | 8     | 7    | 7   | 6    | 8    | 9    | 8    | 9    | 11  | 10   | 10    | Σ | 103  |
|                       |       |       |      |     |      |      |      |      |      |     |      |       |   |      |
| Luftfeuchtigkeit (%)  | 84    | 82    | 81   | 72  | 60   | 65   | 68   | 71   | 75   | 80  | 86   | 84    | ⌀ | 75,6 |

| −16,4 |

| −15,3 |

| −9,0 |

| 0,6 |

| 8,0 |

| 12,1 |

| 14,5 |

| 12,5 |

| 7,2 |

| 0,8 |

| −5,4 |

| −12,3 |

| −16,4 |

| −15,3 |

| −9,0 |

| 0,6 |

| 8,0 |

| 12,1 |

| 14,5 |

| 12,5 |

| 7,2 |

| 0,8 |

| −5,4 |

| −12,3 |

## Sonstiges

### Deutsches Haus der Republik Tatarstan
Das Deutsche Haus der Republik Tatarstan wurde im Jahr 2000 gegründet. Es ist heute ein Zentrum der Russlanddeutschen sowie ein Zentrum für deutsche Sprache und Kultur. Direktor ist seit 2008 Victor Dietz.

### Das „Kasan-Phänomen“
Kasan war Ende der 1960er Jahre eine der ersten Städte der Sowjetunion, in der sich kriminelle Jugendbanden zusammenfanden, die später auch Ableger in Leningrad und Moskau gründeten. Diese Entwicklung, die in Kasan von ca. 100 kleinen gelegenheitskriminellen Peergroups zu ca. 20 mafiaähnlichen Großbanden eskalierte, welche das Kleingewerbe kontrollierten, wurde als „Kasan-Phänomen“ bezeichnet. Der Terminus fand Eingang in die englische Sprache als „Kazan phenomenon“ und zog einige soziologische Untersuchungen nach sich. Durch die positive wirtschaftliche Entwicklung nach 2005 hat die Kriminalität stark abgenommen.

## Städtepartnerschaften
Kasan unterhält folgende Städtepartnerschaften (Stand: 2005):
- Almaty, Kasachstan, seit 1996
- Ankara, Türkei
- Antalya, Türkei
- Astana, Kasachstan, seit 2004
- Balıkesir, Türkei
- Braunschweig, Deutschland, seit 1988
- Bryan und College Station, Texas, Vereinigte Staaten
- Eskişehir, Türkei
- Hangzhou, Volksrepublik China
- Harare, Simbabwe
- Hyderabad, Indien
- Istanbul, Türkei
- Dschidda, Saudi-Arabien
- Jūrmala, Lettland
- al-Minufiyya und al-Qalyubiyya (Gouvernements), Ägypten
- Schumen, Bulgarien
- Shenzhen, Volksrepublik China
- Täbris, Iran
- Tscheljabinsk, Russland
- Urbino, Italien
- Verona, Italien[24]

## Persönlichkeiten

### Söhne und Töchter der Stadt
Zu den Söhnen und Töchtern der Stadt Kasan gehören u. a. der russische Poet Gawriil Derschawin (1743–1816), der österreichische Astronom Karl Ludwig von Littrow (1811–1877), der berühmte russische Opernsänger Fjodor Schaljapin (1873–1938), der russisch-amerikanische Maler Nikolai Iwanowitsch Feschin (1881–1955), der deutsche Pianist Georg von Albrecht (1891–1976), der oberste islamische Würdenträger (Großmufti) in der Russischen Föderation Talgat Tadschuddin (* 1948), der Generalstabschef der Russischen Streitkräfte Waleri Gerassimow (* 1955), die russische Schauspielerin Tschulpan Chamatowa (* 1975) und der russische Eishockeyspieler Dmitri Obuchow (* 1983).

### Prominente, die in Kasan lebten und wirkten

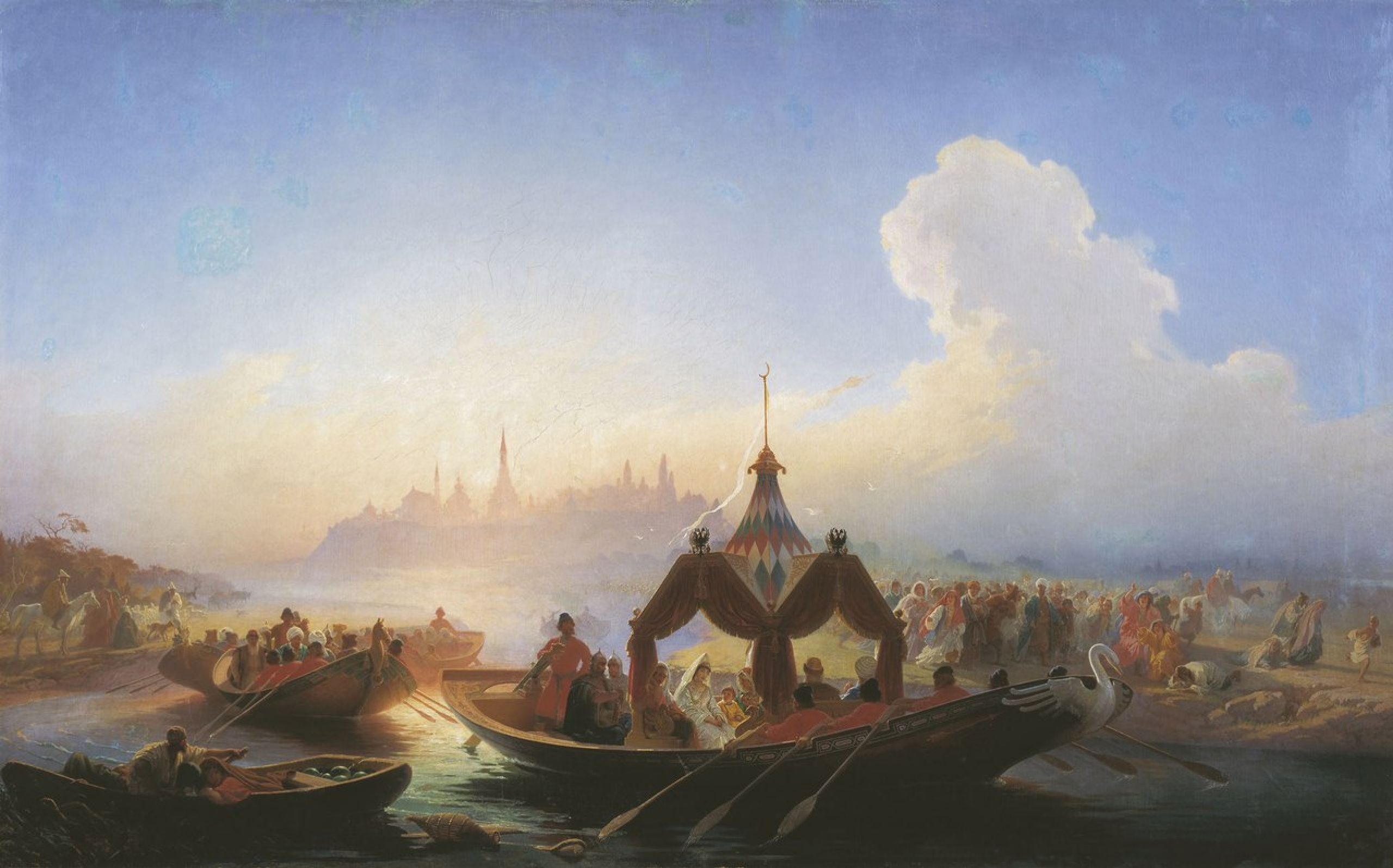
Prinzessin Sujumbike verlässt Kasan, von Vasili Grigorievich Khudyakov

- Prinzessin Sujumbike (tatarisch: Söyembikä) (1516–1554), Nationalheldin von Tatarstan
- Karl Fuchs (1776–1846), deutsch-russischer Arzt und Botaniker, Ehrenbürger von Kasan
- Joseph Johann von Littrow (1781–1840), österreichischer Astronom, gründete eine Versuchssternwarte in Kasan, Vater des Astronomen Karl Ludwig von Littrow (1811–1877)
- Nikolai Lobatschewski (1792–1856), Mathematiker
- Alexander Puschkin (1799–1837), Nationaldichter, besuchte Kasan 1833 für 55 Stunden, um die Hintergründe des Pugatschow-Aufstands zu recherchieren
- Lew Tolstoi (1828–1910), Schriftsteller, studierte hier 1841 bis 1847 orientalische Sprachen und anschließend Jura
- Olga Alexandrowa (1847–1927), bedeutende Kasaner Philanthropin und Mäzenin
- Maxim Gorki (1868–1936), Schriftsteller, lebte hier von 1884 bis 1888 und arbeitete zeitweise als Bäckergeselle
- Wladimir Iljitsch Lenin (1870–1924), Politiker, studierte hier im Jahr 1887 und wurde später nach Kokuschkino in der Nähe von Kasan verbannt
- Gabdulla Tukaj (1886–1913), tatarischer Volksdichter, lebte und starb in Kasan
- Musa Cälil (1906–1944), tatarischer Dichter und sowjetischer Offizier, wurde in deutscher Gefangenschaft hingerichtet
- Jewgeni Sawoiski (1907–1976), Physiker
- Iwan Sabotin (1908–1955), Kasaner Wasserbauingenieur und Schriftsteller, schrieb einen Lobatschewski-Roman
- Sofia Gubaidulina (1931–2025), Komponistin; wuchs in Kasan auf und studierte dort